# Stonehall
Das neolithische Dorf von Stonehall ist eine der jüngeren archäologischen Entdeckungen auf den schottischen Orkney. Es liegt bei Finstown nahe dem Cuween Hill Cairn auf der Insel  Mainland. Die Ausgrabung von Stonehall erstreckte sich über drei Jahre. Die Ausgrabung hat eine Reihe neolithischer Häusern freigelegt. Unter den orkadischen Siedlungen markiert Stonehall durch die Länge seiner Nutzung eine Ausnahme.

## Das Kistenhaus
Das Kistenhaus ist die interessanteste Entdeckung von Stonehall. Es ist eine spätneolithische Struktur von einer Art, die noch nie zuvor auf Orkney entdeckt wurde. Die gebäudeähnliche Struktur aus einer Steinkiste, die offenbar auf dem Boden eines runden Gebäudes stand. Das im Zentrum der Siedlung gelegene Kistenhaus war von Gräben umgeben. Einer führte zu einem gegenüber liegenden, ebenfalls spätneolithischen Haus. Mit seinem Herd und seiner steinernen Einrichtung war dieses Haus ähnlich den in Skara Brae gefundenen. Das Kistenhaus unterscheidet sich jedoch von den umliegenden Häusern durch die ungewöhnlich schlechte Verarbeitung. Es ist, was auch an anderen Stellen der Orkney festgestellt wurde (Knap of Howar), auf Abfall gebaut, hat keine Fundamente für die Wände und war sicherlich kein Wohnhaus. Die Kiste enthielt keinerlei menschliche oder anderweitige Überreste. Das Haus mit der Kiste stammt aus der späten Jungsteinzeit (3000 bis 2500 v. Chr.) und muss mit dem Totenkult zu tun haben, zumal es eine zentrale Position in der Siedlung einnimmt. Unweit der Kiste war eine schüsselförmige Vertiefung aus Lehm im Boden. Ihr Zweck ist unbekannt, aber er kann etwas mit den Aktivitäten im Rahmen der zentralen Struktur zu tun gehabt haben.

## Die Beziehung zum Cuween Hill Cairn
Die Theorie, dass der jungsteinzeitliche Cairn als territoriale Markierung für die Gemeinden fungierte, ist nicht nur nach Meinung des Grabungsleiters Colin Richards zu simpel. Die Ausgräber seien davon ausgegangen, dass es eine Eins-zu-Eins-Korrelation zwischen dem Gräberfeld einer Gemeinde und dem Dorf gebe. Es sei jedoch ein weitaus komplexeres religiöses Schema, das noch nicht verstanden wurde.